# Dammsjön (Dunkers socken, Södermanland)
Dammsjön är en sjö i Flens kommun i Södermanland och ingår i Nyköpingsåns huvudavrinningsområde. Sjön har en area på 0,0667 kvadratkilometer och ligger 38,3 meter över havet. Sjön avvattnas av vattendraget Moraån.

## Delavrinningsområde
Dammsjön ingår i det delavrinningsområde (656207-156259) som SMHI kallar för Mynnar i Dunkern. Medelhöjden är 60 meter över havet och ytan är 14,25 kvadratkilometer. Räknas de 3 avrinningsområdena uppströms in blir den ackumulerade arean 28,89 kvadratkilometer. Moraån som avvattnar avrinningsområdet har biflödesordning 3, vilket innebär att vattnet flödar genom totalt 3 vattendrag innan det når havet efter 88 kilometer. Avrinningsområdet består mestadels av skog (85 procent). Avrinningsområdet har 0,4 kvadratkilometer vattenytor vilket ger det en sjöprocent på 2,8 procent.